# نيجار أرباداراي
نيجار جافيد قيزي أرباداراي (بالأذرية: Nigar Arpadarai) (17 يناير 1982، باكو)، شخصية سياسية وتعمل نائبة للجمعية الوطنية لجمهورية أذربيجان، وعضو الوفد الأذربيجاني في الجمعية البرلمانية لمجلس أوروبا.

## حياتها
ولدت نيجار أرباداراي في 17 يناير عام 1982 في باكو في عائلة فنان. تخرجت من المدرسة الثانوية في مدبنة باكو رقم 44 في عام 1998.
وحازت أرباداراي على درجة بكالوريوس على إختصاص «القانون الدولي» في كلية العلاقات الدولية والقانون الدولي بجامعة باكو الحكومية في السنوات 1998-2002 ودرجة ماجستير بمترتبة الشرف بين سنتي 2002-2004.

## نشاتها مهنية
كانت نيجار أرباداراي تعمل في الجمهورية اليونانية لدى أذربيجان بين 2002-2005.
حيث عملت كمساعدة للمبعوث الخاص إلى ممثلية المفوضية الأوروبية في أذربيجان من عام 2006 إلى عام 2009، وكأخصائية صحافة ومعلومات من عام 2008 إلى عام 2009.
وكذلك عملت في مناصب مختلفة في شركة «أزيرفون» للاتصالات الأذربيجانية بين 2009-2015.
وانتخبت نيجار أرباداراي في 9 يناير عام 2020 نائبة للبرلمان في الفترة 2020-2025 في انتخابات نواب الدورة السادسة لمجلس الملي لجمهورية أذربيجان.